# Токарев, Николай Александрович (генерал)
Николай Александрович Токарев (20 мая 1902,  Ростов-на-Дону, область Войска Донского, Российская империя — 31 января 1952, Москва, СССР) — советский военный журналист,  редактор и руководитель ряда  флотских издательств,  генерал-майор береговой службы (27 января 1951).

## Биография
Родился 20 мая 1902 года в городе Ростов-на-Дону. Русский. 
С 1921 года  по 1930 год  — сотрудник редакций окружных и областных газет. Член ВКП(б) с 1921 года. В  1926 году окончил 3 курса медицинского факультета Донецкого университета.  С 1930 года — постоянный корреспондент газеты «Правда» по Крыму, Нижней Волге, Закавказью, в аппарате газеты. С октября 1937 года  — редактор газеты «Сталинградская правда».  
1 января 1938 года добровольно вступил в Военно-Морские Силы РККА и был назначен  ответственным редактором только что созданной газеты Народного комиссариата ВМФ «Красный флот». С началом Великой Отечественной войны, в прежней должности. Принимал участите в обороне Одессы. В феврале 1942 года снят с занимаемой должности за поспешную и несанкционированную эвакуацию редакции газеты из Москвы в город Куйбышев и переведён в Главное политуправления ВМФ где занимал следующие должности: старший инструктор отдела печати, с июня 1942 года — начальник 2-го отделения отдела пропаганды и агитации, с сентября 1943 года — помощник, а с мая 1944 года — заместитель начальника отдела по печати..   
В сентябре 1946 года полковник Н. А. Токарев назначен ответственным редактором журнала «Краснофлотец» («Вымпел»). В 1948 году заочно окончил Высшую партийную школу при ЦК ВКП(б). С февраля 1949 года — начальник отдела печати Политуправления, с марта 1950 года — исполняющий должность начальника Управления Военного издательства ВМС. С апреля 1950 года в распоряжении Главного политуправления ВМС. С мая 1950 года — ответственный редактор газеты «Красный флот». С сентября 1951 года генерал-майор береговой службы Н. А. Токарев в распоряжении Главного политуправления ВМС. С декабря 1951 года — главный редактор редакции партийно-политической и военно-морской художественной литературы Управления Военно-морского издательства ВМС. С декабря 1951 года — главный редактор редакции партийно-политической и военно-морской художественной литературы Управления Военно-морского издательства ВМС.
Скончался 31 января 1952 года в городе Москве, похоронен на Ваганьковском кладбище.

## Награды
- орден Отечественной войны I степени (22.02.1943)[2];
- орден Отечественной войны II степени (08.07.1945)[3];
  - медали в том числе:
  - «За боевые заслуги» (24.06.1948)[4][5];
  - «За оборону Одессы» (1946)[4];
  - «За победу над Германией в Великой Отечественной войне 1941—1945 гг.» (1945)[4];
  - «За победу над Японией» (1945)[4]